# 幕西町
幕西町（まくにしちょう）は北海道室蘭市の町。住居表示実施済み。郵便番号は051-0024。かつて同名の大字，字，室蘭郡の町が存在した。

## 地理
室蘭市の南西部に位置し、北に沢町、北東から東に海岸町、南東に中央町、南に常盤町、南西から西に清水町と接する。

## 地域の特徴
室蘭市の都市計画マスタープランでは蘭西地域に属する。
測量山の谷あいにある住宅地で、東縁を室蘭市道室蘭中央通線、西縁を北海道道844号祝津西小路中央線が走る。

東部に幕西会館がある。

## 歴史
幕西町は1872年（明治5年）からの札幌本道（現・室蘭市道室蘭中央通線）開削の進行に伴い形成された町並みで、1873年（明治6年）に室蘭郡の町名として成立した。町の発展とともに、札幌通には貸座敷，料理屋，女郎屋などが十数軒、商家や民家の間に軒を連ねるようになった。このような環境を改めるため、1892年（明治25年）4月、北海道庁は本町老名牛（おいなうし：現在の追直）の一部を遊郭区域に指定する告示を出し、業者に移転を勧めた。しかしながら業者は移転新築その他で多額の金がかかるばかりか、港や繁華街からあまりにも離れているため道庁の指示には従おうとしなかった。一方、老名牛は大半漁民であるだけに重要な乾燥場や加工場が狭められるばかりか、青少年への悪影響を心配して、漁民73人は絶対反対を叫んで郡長に指定の取り消しを迫った。その結果、1895年（明治28年）2月、前の告示は取り消され、幕西は遊郭免許区域に指定された。以後、1956年（昭和31年）5月24日の売春防止法公布、1958年（昭和33年）4月からの完全実施に至るまで、半世紀以上遊郭の歴史が続くこととなった。

### 地名の由来
アイヌ語の「マクン・ニウシ」（後方の・森林）に由来する。

### 沿革
- 1873年（明治6年） - 開拓使の管轄、室蘭郡の町として幕西町が成立[5]。
- 1900年（明治30年）7月1日 - 北海道一級町村制の施行により室蘭町（一級町）が発足、室蘭郡幕西町は室蘭町の大字、幕西町となる[8]。
- 1918年（大正7年）2月1日 - 北海道区制の施行により室蘭区が発足。室蘭町幕西町は室蘭区幕西町となる[9]。
- 1922年（大正11年）4月1日 - 字名改正により幕西町（大字）の一部が幕西町（字）となり、幕西町（大字）を廃止[5][10]。
- 1922年（大正11年）8月1日 - 市制施行により室蘭区幕西町は室蘭市幕西町となる[11]。
- 1966年（昭和41年）7月1日 - 幕西町新設[5][12]。

### 町名の変遷
| 実施内容          | 実施年月日               | 実施後               | 実施前                           |
| ----------------- | ------------------------ | -------------------- | -------------------------------- |
| 北海道一級町村制  | 1900年（明治30年）7月1日 | 室蘭町幕西町（大字） | 室蘭郡幕西町                     |
| 字名改正          | 1922年（大正11年）4月1日 | 幕西町（字）         | 幕西町（大字）の一部             |
| 町名新設 住居表示 | 1966年（昭和41年）7月1日 | 幕西町               | 幕西町（字），泉町（字）の各一部 |

## 世帯数と人口
2023年（令和5年）12月31日現在（室蘭市発表）の世帯数と人口は以下の通りである。
| 町     | 世帯数  | 人口  |
| ------ | ------- | ----- |
| 幕西町 | 194世帯 | 289人 |

### 人口の変遷
国勢調査による人口の推移。
| 1995年（平成7年）  | 678人 | [ 13 ] |  |
| 2000年（平成12年） | 584人 | [ 14 ] |  |
| 2005年（平成17年） | 540人 | [ 15 ] |  |
| 2010年（平成22年） | 463人 | [ 16 ] |  |
| 2015年（平成27年） | 384人 | [ 17 ] |  |
| 2020年（令和2年）  | 328人 | [ 18 ] |  |

### 世帯数の変遷
国勢調査による世帯数の推移。
| 1995年（平成7年）  | 329世帯 | [ 13 ] |  |
| 2000年（平成12年） | 291世帯 | [ 14 ] |  |
| 2005年（平成17年） | 283世帯 | [ 15 ] |  |
| 2010年（平成22年） | 254世帯 | [ 16 ] |  |
| 2015年（平成27年） | 221世帯 | [ 17 ] |  |
| 2020年（令和2年）  | 194世帯 | [ 18 ] |  |

## 学区
市立小・中学校に通う場合、学区は以下の通りとなる。
| 町     | 街区 | 小学校               | 中学校               |
| ------ | ---- | -------------------- | -------------------- |
| 幕西町 | 全域 | 室蘭市立みなと小学校 | 室蘭市立室蘭西中学校 |

## 交通

### 道路
- 北海道道844号祝津西小路中央線
- 室蘭市道室蘭中央通線[20]

## 施設

### 公共施設
- 幕西会館

### 公園
- 幕西公園